# Тріалеті

Квемо Картлі на мапі Грузії

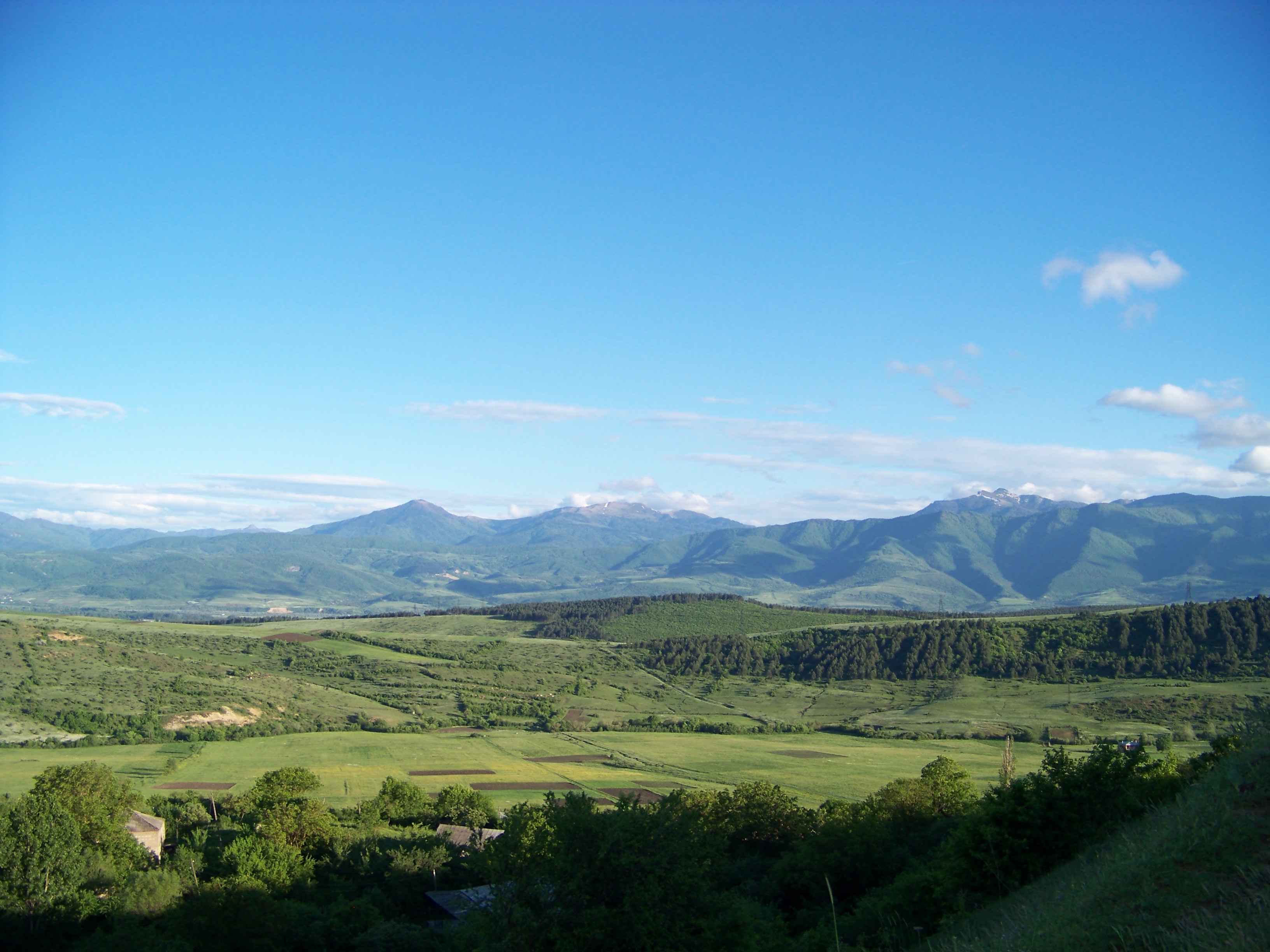
Тріалетський хребет, район Хашурі

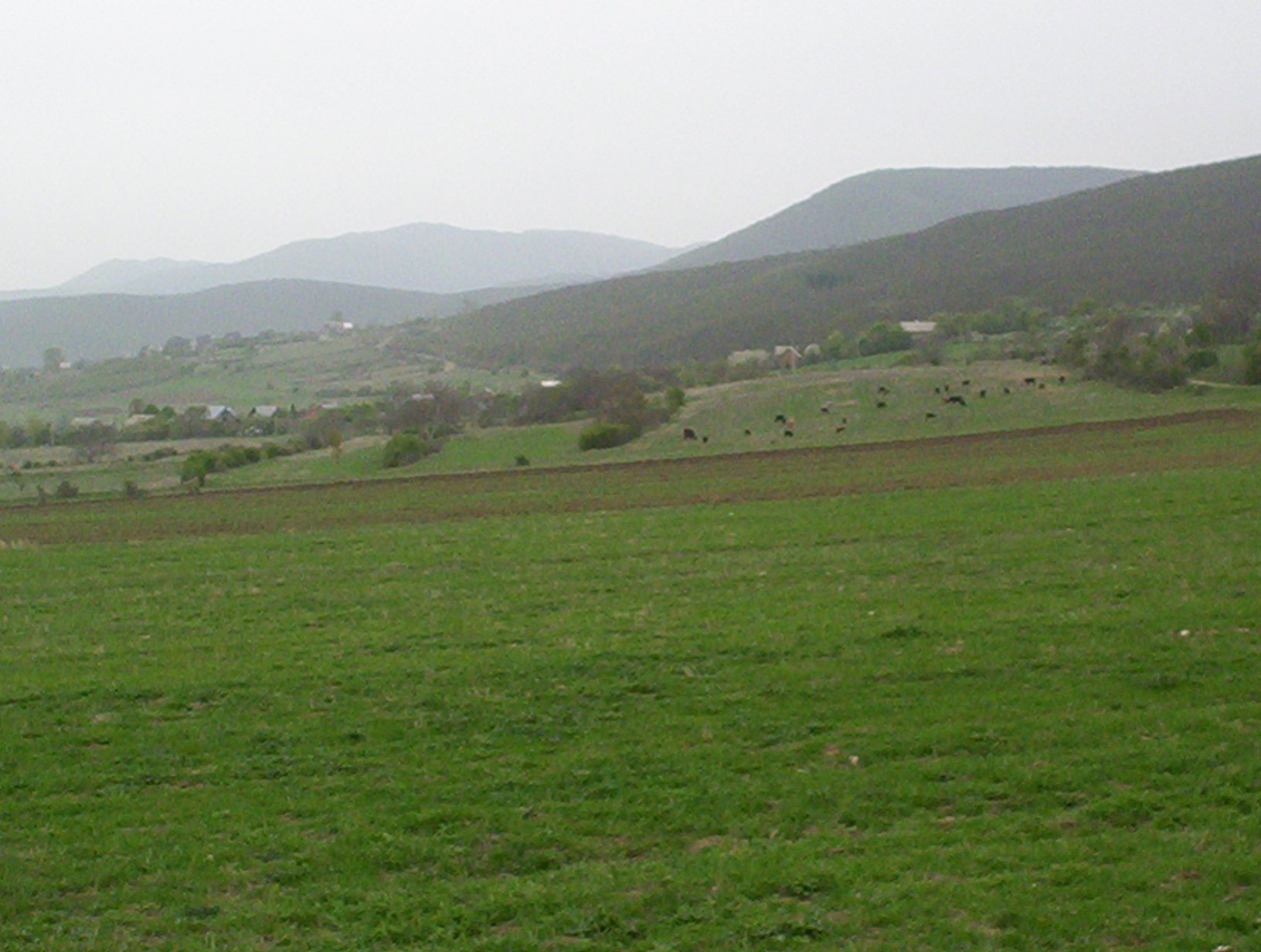
Краєвид

Тріале́ті (груз. თრიალეთი, вірм. Թռեղք) — гірська історична область у центральній Грузії, регіон Квемо Картлі. Назва означає «місце кочовиків». Тріалетський хребет є частиною Тріалетського регіону. 